# Ophiopogon confertifolius
Ophiopogon confertifolius är en sparrisväxtart som beskrevs av Noriyuki Tanaka. Ophiopogon confertifolius ingår i släktet Ophiopogon och familjen sparrisväxter.
Artens utbredningsområde är Thailand. Inga underarter finns listade i Catalogue of Life.